# 名古屋市交通局2700形電車
名古屋市交通局2700形電車は、かつて名古屋市交通局が保有していた路面電車用の車両である。連接構造を採用した、2車体3台車の車両であった。

## 概要
老朽化した単車2両を連接車1編成に改造し、老朽車両の一掃と輸送力の確保を目的に計画された車両で、単車の部品をできるだけ流用できるよう、高床車として設計されていた。名古屋市電としては2600形・3000形に続く、3形式目の連接車として、1946年から1948年にかけて木南車輌製造で11編成が製造された。
終戦直後の混乱した時期に登場した車両であるが故に、中古部品を流用して粗末な内装で竣工した車両もあれば、新品を使ってしっかりした内装で竣工した車両もあり、その出来映えはバラバラであったと言われるが、後に主要部品の交換や低床化が行われて面目を一新、ラッシュ時を中心に輸送力を発揮した。
車体は側面窓配置1D3D3の車体を背中合わせに2両1組としており、普通屋根ではあるが俗に「木南スタイル」と呼ばれる、深いカーブのおでこを持つ。前面は3枚窓だが、方向幕は右窓上に付いている関係で、右窓のみ天地寸法が短い。直接制御で、モーターは50PSのものを2基装備したが、12m級の中型ボギー車と変わらない出力のため、全長18m級の2車体連接車には非力であった。
本形式の車番は他の2形式と同様、車番の後ろにA,B,Cといったアルファベットをつけることで連結位置を示すといったものではなく、2両一組で同じ車番とするものであった。

## 運用
全車が浄心車庫に配置され、同車庫が担当する系統の中でも輸送力が必要な、栄町線（広小路線）を走る系統（11号系統＝浄心町～名古屋駅前～栄町～覚王山＝など）を中心に運用されていた。昭和40年代に入ると全車高辻車庫に転属し、ここでも輸送力を発揮したが、運用範囲は次第にラッシュ時のみに狭まってゆき、またワンマン化改造には適さない車体構造のため、1970年までに全車が廃車された。

## 改造
台車交換・低床化改造
1953年に、NS-1（両端）・NS-2（中間）に交換され、低床化が行われた。改造は全車に及んだ。台車は日本車輌製造の製品。

## 保存車・譲渡車
1970年7月15日に開設された「名古屋市電展示場」（地下鉄東山線・藤が丘工場正面脇）に、2702が保存されたが、屋外展示のために老朽化が進み、展示場が1979年3月末をもって閉鎖された際に解体された。
また本形式は他都市・他社への譲渡はなかった。

## 車両諸元
- 車長：18000mm
- 車高：3550mm
- 車幅：2334mm
- 定員：150名
- 自重：20.0t
- 台車：日車NS-1（両端）・NS-2（中間）
- 電動機：50PS（36.8kW）×2
- 製造：木南車輌製造